# Nicolaaskerk (Kloosterburen)
De Nicolaaskerk van Kloosterburen is een hervormd kerkgebouw in de Groningse gemeente Het Hogeland. De toren is sinds 1975 in het bezit van de Stichting Oude Groninger Kerken. De PKN-gemeente Kruisweg-Dijksterburen gebruikte het gebouw voor haar diensten. Tegenwoordig is de kerk (met uitzondering van de toren) in het bezit van Stichting SintJan/Coöperatie Klooster&Buren.

## Beschrijving
Nadat de middeleeuwse voorganger gesloopt was in 1815, werd de kerk herbouwd in 1843. De Nicolaaskerk bevindt zich op een verhoogd voormalig kerkhof dat nu dienstdoet als plantsoen. De voorganger fungeerde als kloosterkerk van het premonstratenzer Oldeklooster te Kloosterburen. Dit klooster werd gesticht in 1175 als dochterklooster van Mariëngaarde te Hallum en was gewijd aan Johannes de Evangelist. Vanuit Oldeklooster werd in 1204 het Nijenklooster gesticht dat gewijd was aan Nicolaas van Myra. In 1570 werd het Oldeklooster door de geuzen geplunderd en in 1580 vluchtte de abt naar het refugium in de stad Groningen. Na de Reductie van Groningen van 1594 werd het klooster grotendeels verwoest en bleef alleen de kloosterkerk over. Deze kloosterkerk bleef tot 1811 in gebruik. Ook bleef de rechthoekige vorm van het kloosterterrein bewaard in het stratenplan van Kloosterburen (Hoofdstraat met Kloostersingel). Ondanks de reformatie die zich voltrok in de noordelijke Nederlanden bleef een groot deel van de bevolking rooms-katholiek; zij kregen in 1840 toestemming om een eigen parochie te stichten.

## Exterieur
Het kerkgebouw is opgetrokken in een sobere stijl en heeft een driezijding gesloten koor. In de oostmuur bevindt zich nog een deur, maar deze is niet in gebruik. Boven de deur is een stichtingssteen geplaatst van de nieuwe kerk. De muren worden door lisenen verdeeld in vier traveeën met elk een spitsboogvenster.
De zadeldaktoren uit 1658 staat op restanten van het vroegere Oldeklooster. De toren is ongeleed en heeft in de noord- en zuidmuur twee spaarvelden met spitsbogen, waarvan de bovenste twee nog een klein venster hebben. De onderste twee velden hebben mogelijk ook een raam gehad. Boven de twee vensters heeft zowel de noord- als de zuidmuur twee muurankers. In de westmuur bevindt zich een ingang met een spitsboog en eveneens een spaarveld met venster en twee muurankers. Alle zijden hebben bovenin twee galmgaten met galmborden met daartussenin wijzerplaten. 
In de toren hangt een klok van de hand van Geert van Wou uit 1501, een zeer beroemd klokkengieter.
(De klok heeft maar 1 wijzer).
Hij had een eigen bronsgieterij te Kampen en hij is vooral bekend door zijn zware klokken, die hij veelal vervaardigde voor steden in Duitsland. Zo geldt de Gloriosa-klok die hij goot voor de Dom van Erfurt als een van de hoogtepunten van het klokkengieten. De klok in de kerk van Kloosterburen is waarschijnlijk afkomstig uit de toren van de Der Aa-kerk te Groningen. Verder heeft de toren een mechanisch smeedijzeren uurwerk uit 17e eeuw.

## Interieur
De kerk had een wit houten tongewelf dat contrasteerde met de roodbruine plavuizen en het grijsbruine meubilair uit de 19e eeuw. De preekstoel had dezelfde grijsbruine kleur en was voorzien van een klankbord. Het driezijdig gesloten koor was aan de binnenkant rechtgesloten.     
De Nicolaaskerk is ingrijpend gerenoveerd en gemoderniseerd. In 2021 is het ontwerp van architect Reinier de Gooijer uit Pieterburen, gereed gekomen. Alles is uitstekend geïsoleerd en wordt duurzaam verwarmd met behulp van een warmtepomp, hierdoor is een constant behaaglijke temperatuur. De kerk kan gehuurd worden voor bijeenkomsten, feesten en culturele evenementen.     
De nieuwe toegang tot de kerkzaal wordt door een opeenvolging van ruimtes, toren, garderobe, entree, gedramatiseerd en geeft het gevoel alsof je een arena betreedt. Het orgel is nu het pronkstuk.

De tribune vormt de verbeelding van het profane gebruik van de voormalige kerk en is een uitvergrote versie van de preekstoel, die iedereen mag beklimmen. Op de tribune bevindt men zich op gelijke hoogte als de onderzijde van de kerkramen. Je kunt vanaf hier niet alleen de lucht zien, maar de gehele omgeving. Dit geeft een extra beleving aan de ruimte en maakt het nieuwe gebruik ook van buiten zichtbaar. De tribune creëert nieuwe plekken, de kerkzaal blijft als geheel intact, maar is nu op meerdere manieren te ervaren.

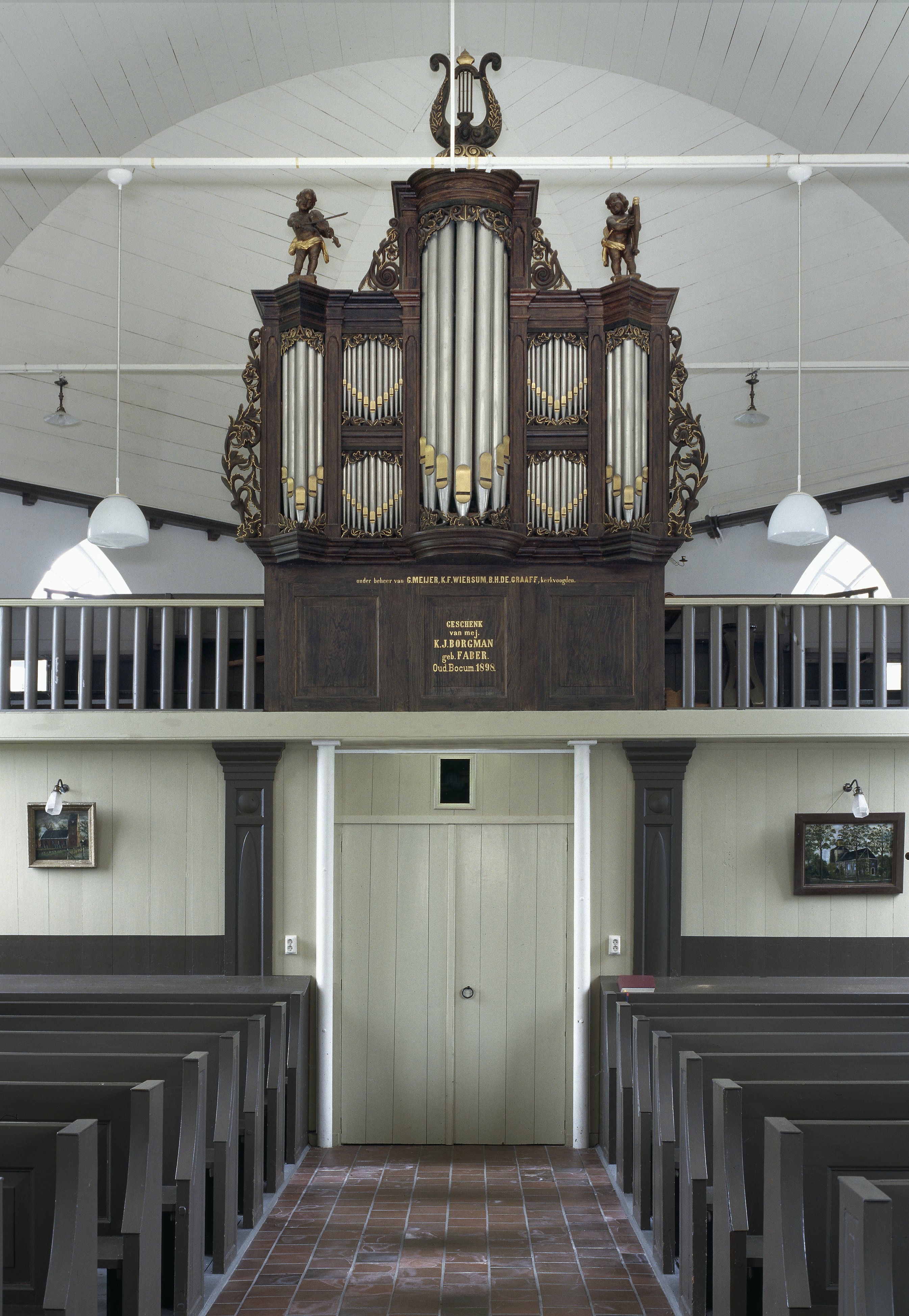
Het Van Oeckelen orgel in de hervormde kerk van Kloosterburen

### Orgel
Het orgel van de kerk heeft één klavier en is gemaakt door de firma P. van Oeckelen en zonen in 1898 ter vervanging van het orgel van vader Van Oeckelen uit 1847. Het orgel werd geschonken door mejuffrouw K.J. Borgman geb. Faber en heeft het volgende opschrift: “geschenk van Mej. K.J. Borgman geb. Faber Oud Bocum 1898”. In 1993 is het orgel gerestaureerd door Bakker & Timmenga uit Leeuwarden. Bij de laatste verbouwing van de kerk is het orgel door de firma Bakker & Timmenga nog eens helemaal nagezien. Orgelexpert Hans Fidom stelde het daaraan voorafgaande rapport op. Het bevat een uitvoerig historisch onderzoek, een dito beschrijving van het instrument en een bijlage met een enkele oude bronnen in facsimile. Het orgel is in het bezit van een aangehangen pedaal (C-d1) en heeft de volgende dispositie:
| Manuaal (C-f3) |         |
| -------------- | ------- |
| Bourdon        | 16 (c0) |
| Prestant       | 8       |
| Holpijp        | 8       |
| Viola da Gamba | 8       |
| Octaaf         | 4       |
| Fluit          | 4       |
| Octaaf         | 2       |